# Ленґ-Старосцинський
Ленґ-Старосцинський (пол. Łęg Starościński) — село в Польщі, у гміні Леліс Остроленцького повіту Мазовецького воєводства.
Населення — 821 особа (2011).
У 1975-1998 роках село належало до Остроленцького воєводства.

## Демографія
Демографічна структура станом на 31 березня 2011 року:
|          | Загалом | Допрацездатний вік | Працездатний вік | Постпрацездатний вік |
| -------- | ------- | ------------------ | ---------------- | -------------------- |
| Чоловіки | 421     | 121                | 277              | 23                   |
| Жінки    | 400     | 94                 | 246              | 60                   |
| Разом    | 821     | 215                | 523              | 83                   |